# Tilikum
Tilikum var en båt gjord av en urholkad trädstam av röd ceder som av kapten John Voss år 1901 försetts med däck och rigg. Med denna företog han en envärldsomsegling som han beskriver i en bok.  I ett förord till boken beskriver Göran Schildt Tilikum  som utan konkurrens den skenbart minst sjövärdiga farkost som gjort en långresa. 
Tilikum finns bevarad på ”The Maritime museum of British Columbia”

Voss färder med kanoten Tilikum